# (72685) 2001 FG66
(72685) 2001 FG66 – planetoida z pasa głównego asteroid okrążająca Słońce w ciągu 4,26 lat w średniej odległości 2,63 j.a. Odkryta 19 marca 2001 roku.